# Tsavo-East-Nationalpark
Der Tsavo-East-Nationalpark ist der größte Nationalpark in Kenia, Ostafrika.

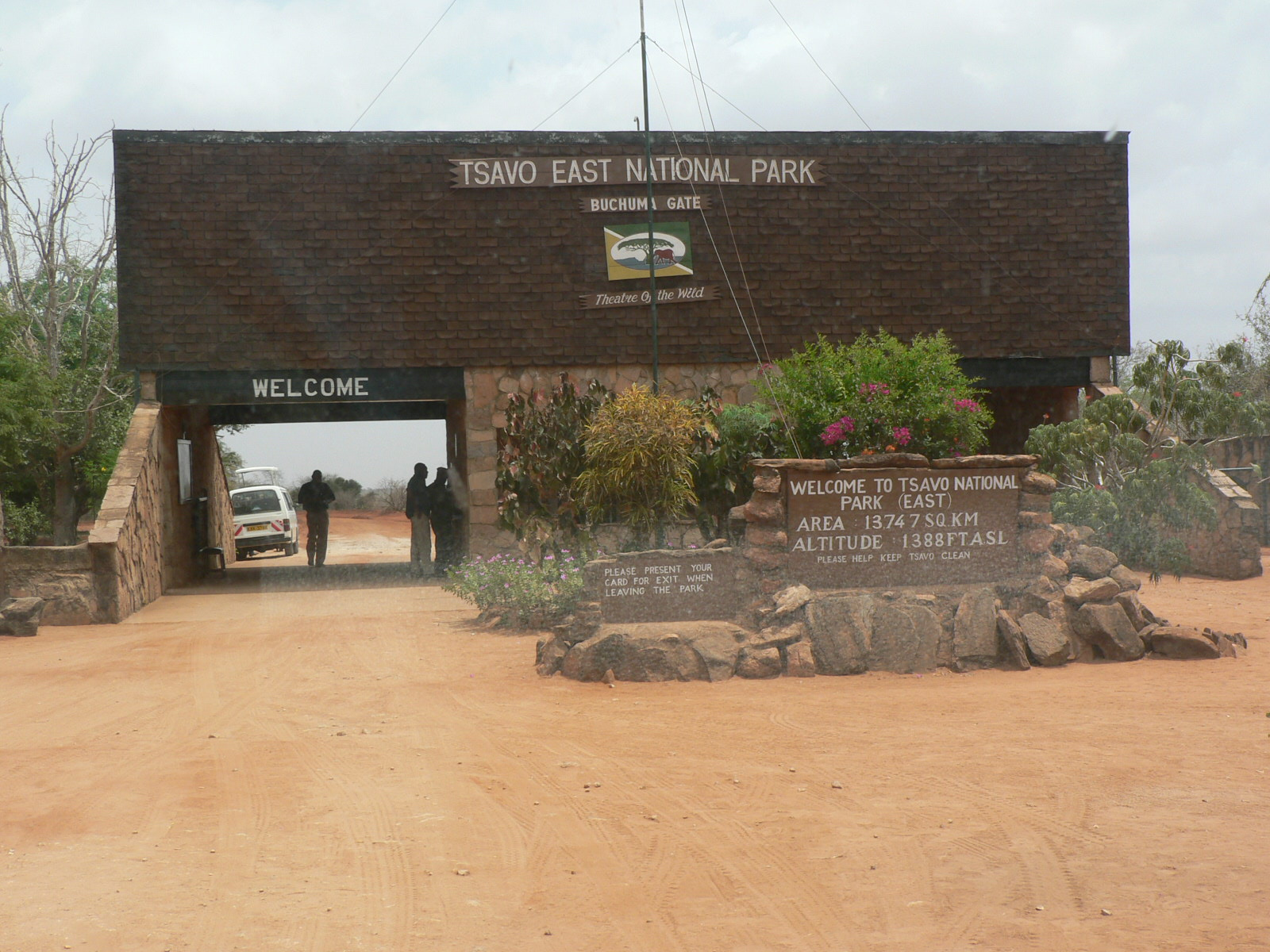
Buchuma-Tor des Tsavo-East-Nationalpark, mit einigen Angaben

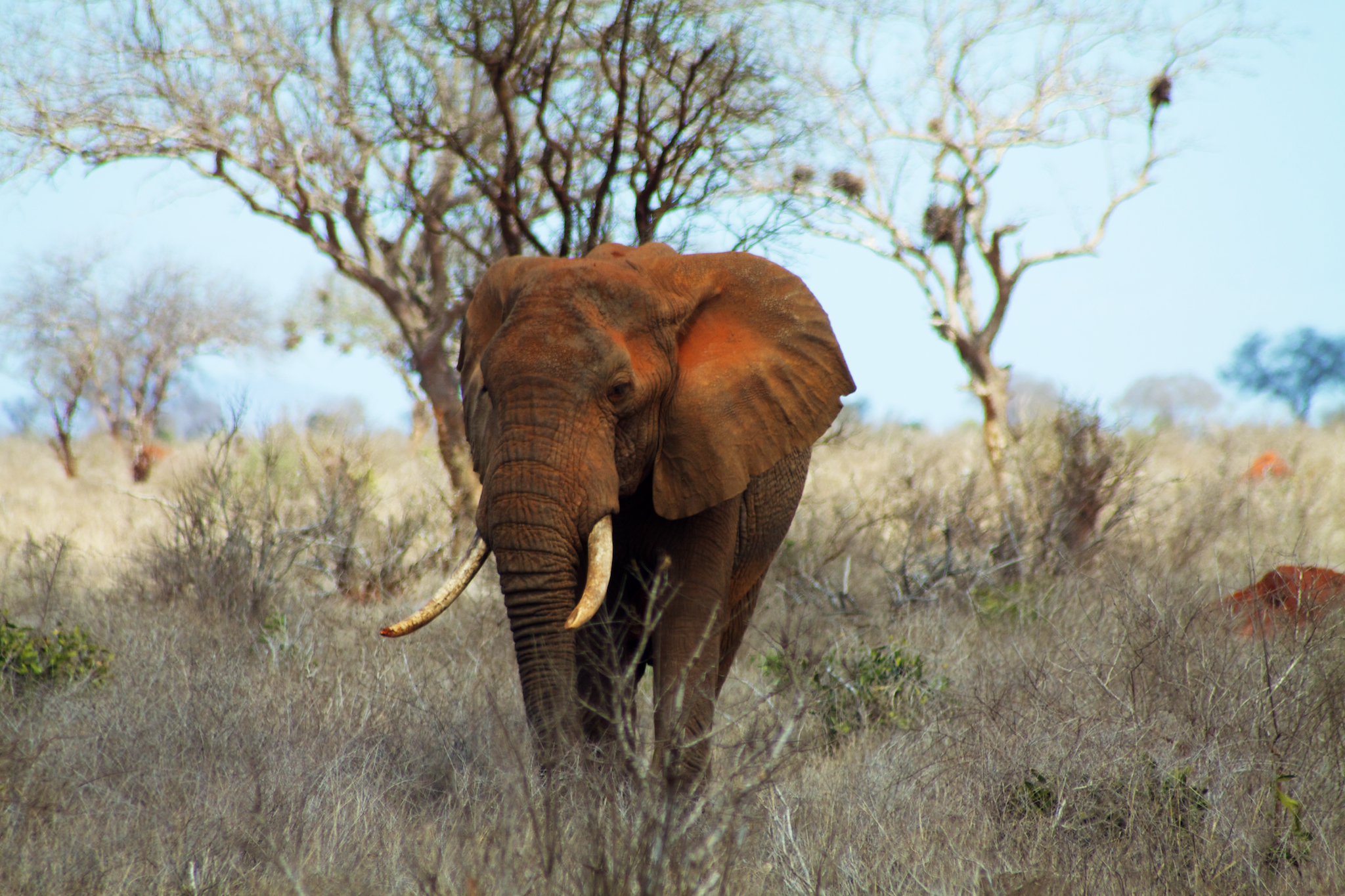
Elefantenbulle

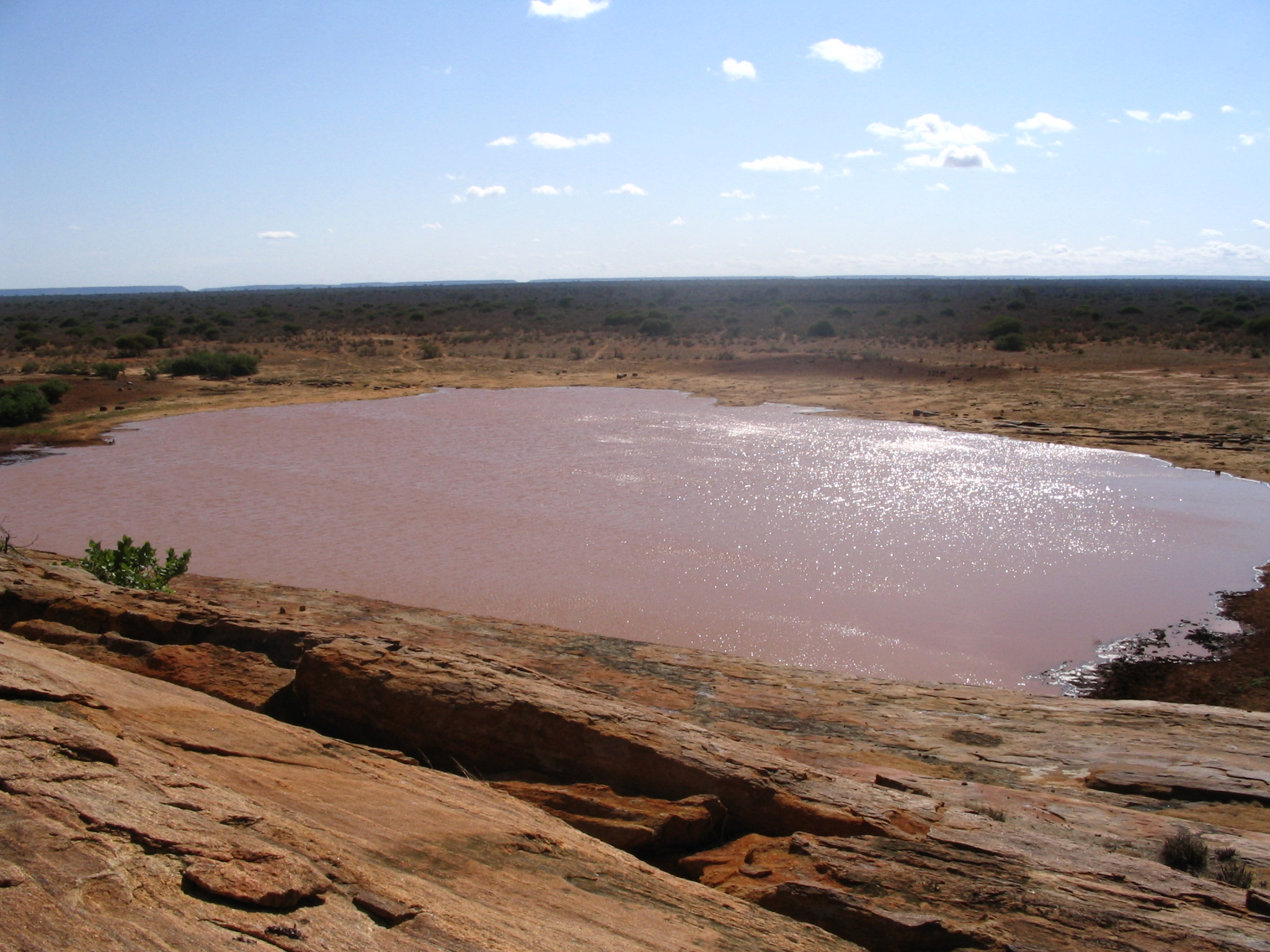
Mudanda Rock

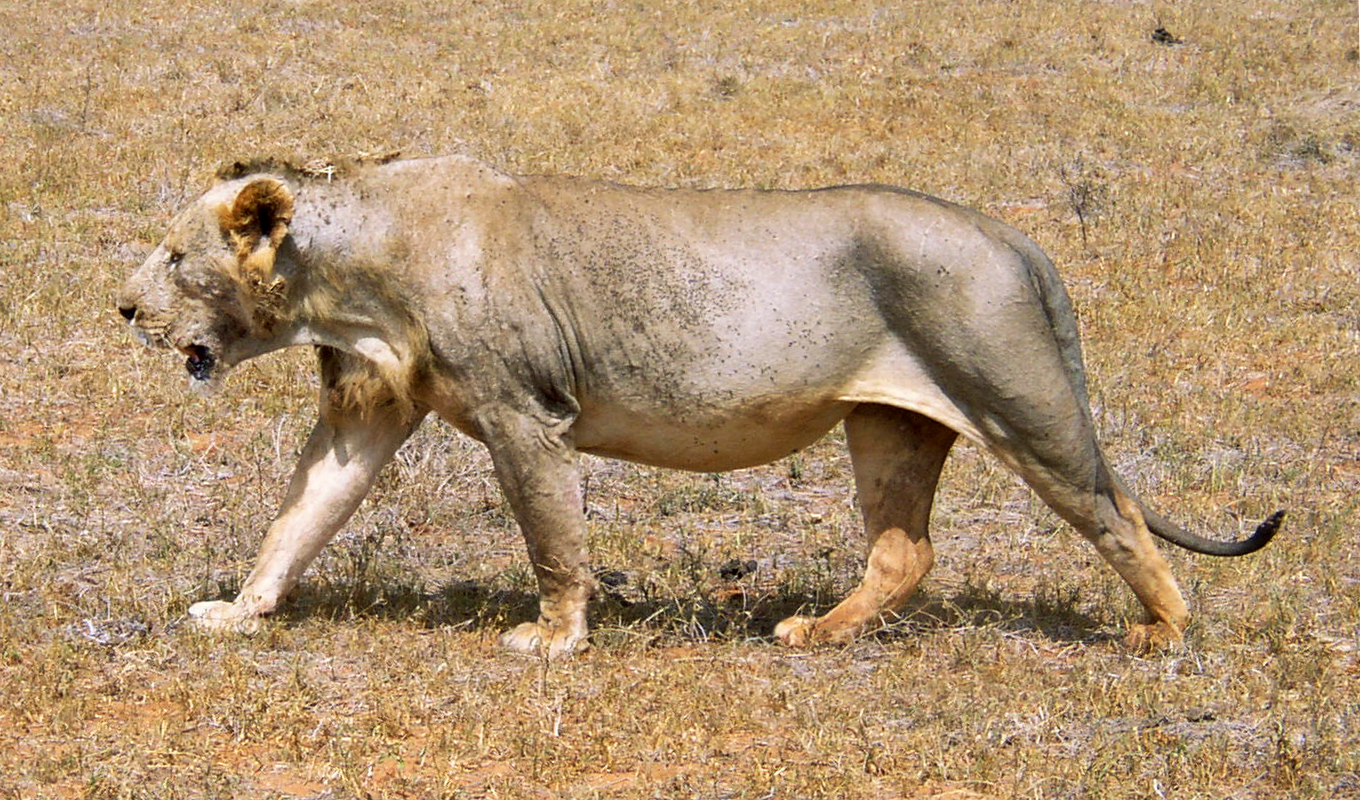
Mähnenloser männlicher Tsavo-Löwe

Am 1. April 1948 wurde der Tsavo National Park mit einer Gesamtfläche von 21.812 km² eingerichtet. Im Mai 1949 erfolgte aus administrativen Gründen die Teilung in Tsavo-East- und Tsavo-West-Nationalpark. Vor Ausweisung der Nationalparks war das Gebiet beider Parks im Besitz der Volksgruppen der Orma, Watta, Massai und Kamba, die ihre Siedlungen jeweils aufgeben mussten.
Mit einer Fläche von 11.747 Quadratkilometern ist der östliche Teil etwa 2000 km² größer als der westliche. Die Bereiche nördlich des dauerhaft wasserführenden Galana River, etwa zwei Drittel des Parks, sind für Besucher nicht zugänglich.

## Landschaft
Der Park wird durch Gras- und Buschsavannen und halbwüstenartige Steppen geprägt. Diese wechseln mit Akazienwäldern, Felsschluchten, einzelnen Felsgruppen und Inselbergen. Saisonale Flüsse im Südteil sind Voi River und Mbololo River. Dauerhaft Wasser führen Athi River und Galana River (dieser entsteht oberhalb der Lugard-Wasserfälle durch den Zusammenfluss von Athi und Tsavo River). Entlang der Flüsse finden sich schmale Galeriewälder. Stehende Gewässer sind u. a. am Mundanda Rock (natürlicher Stau durch Felswand) und am Aruba-Damm zu finden, hinzu kommen kleinere Wasserlöcher, die oftmals von Elefanten geschaffen wurden. Gneis- und Schieferböden herrschen vor, Teile des Parks sind vulkanischen Ursprungs. Ein flacher und ausgedehnter Lava-Rücken, das Yatta Plateau, verläuft entlang der Westgrenze im Osten des Athi River; es ist das längste Lava-Feld der Welt.

## Tierwelt
Der Park zeichnet sich durch seine besondere Artenvielfalt an großen Tieren aus. Bekannt ist Tsavo vor allem für die große Elefantenpopulation (die größte in Kenia) und seine Löwen. Die „roten Elefanten vom Tsavo“ verdanken ihre Farbe der roten Erde im Nationalpark. Mit dieser pudern sie sich bei Staubbädern oder Schlammbädern ein. Männliche Löwen im Tsavo tragen meist keine oder nur eine sehr schüttere Mähne, dies wird als Anpassung an das heiße Klima gedeutet. Im Jahr 1898 hielten zwei menschenfressende Löwen den Bau der Ostafrikanischen Eisenbahn über Monate auf. Ihnen wurden 135 menschliche Opfer zugeschrieben. Anhand von Knochenproben wird heute von etwa 35 Opfern ausgegangen.
Für Tsavo typische Arten sind solche, die besonders gut in relativ trockenen Savannen-Regionen überleben können, wie Giraffengazellen, Ostafrikanische Oryx-Antilopen und Grantgazellen. Weitere große Huftiere sind Spitzmaulnashörner, Steppenzebras, Kaffernbüffel, Kuhantilopen, Kleine Kudus, Elenantilopen, Wasserböcke, Impalas, Giraffen, Kirk-Dikdiks. Neben dem Löwen kommen mit Geparden und Leoparden zwei weitere große Katzenarten im Gebiet vor. Grüne Meerkatze, Weißkehlmeerkatze und Gelber Pavian repräsentieren die Affenarten. An den Wasserstellen wie dem „Galana River“ leben Nilkrokodile und Flusspferde. Unter den 600 Vogelarten fällt der Somalistrauß als größte Art auf. Im angrenzenden Tsavo-West-Nationalpark gibt es dagegen Massai-Strauße.

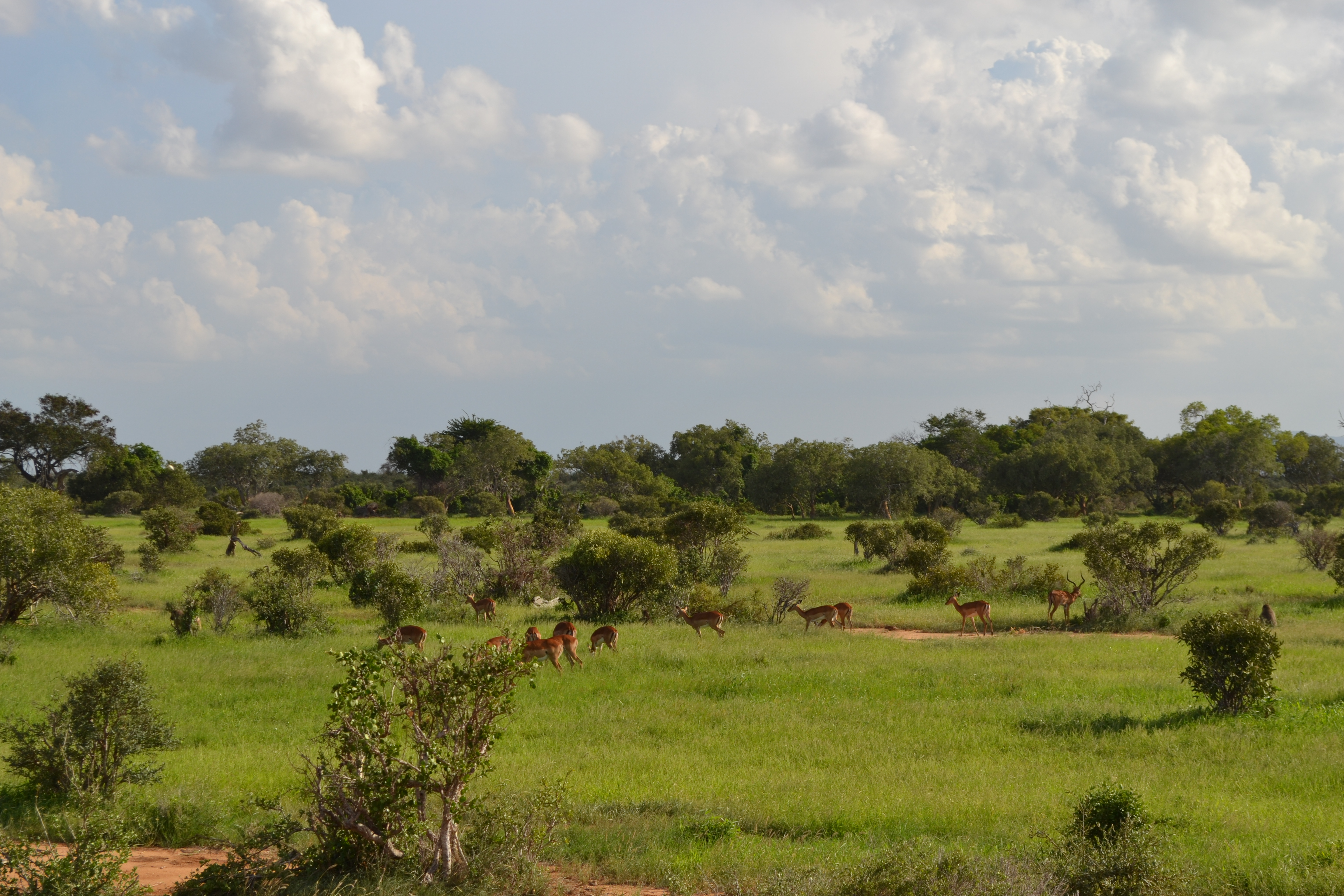
Impalas und Gelbe Paviane im Nationalpark
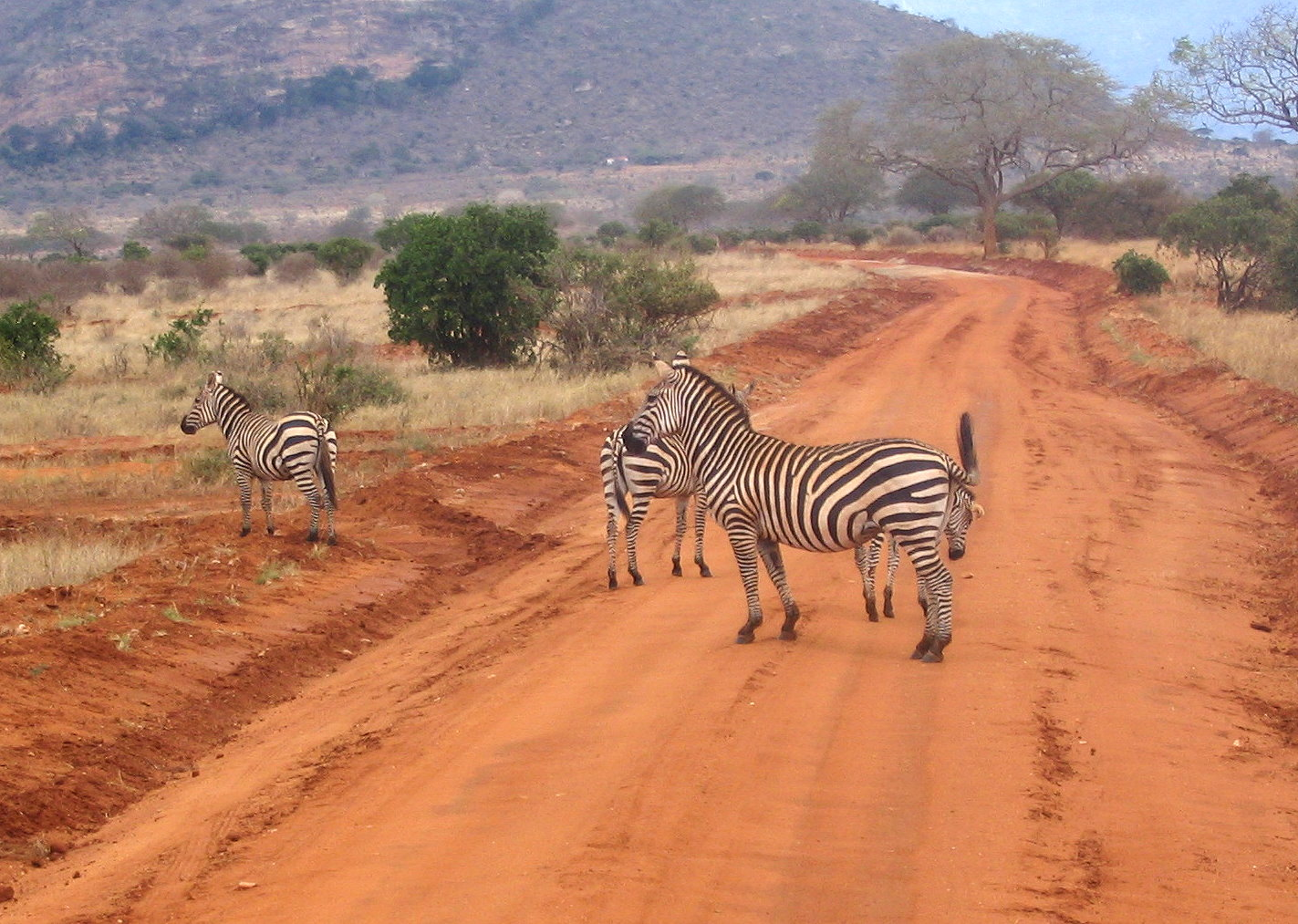
Steppenzebras auf einer der typischen, roten Erdpisten
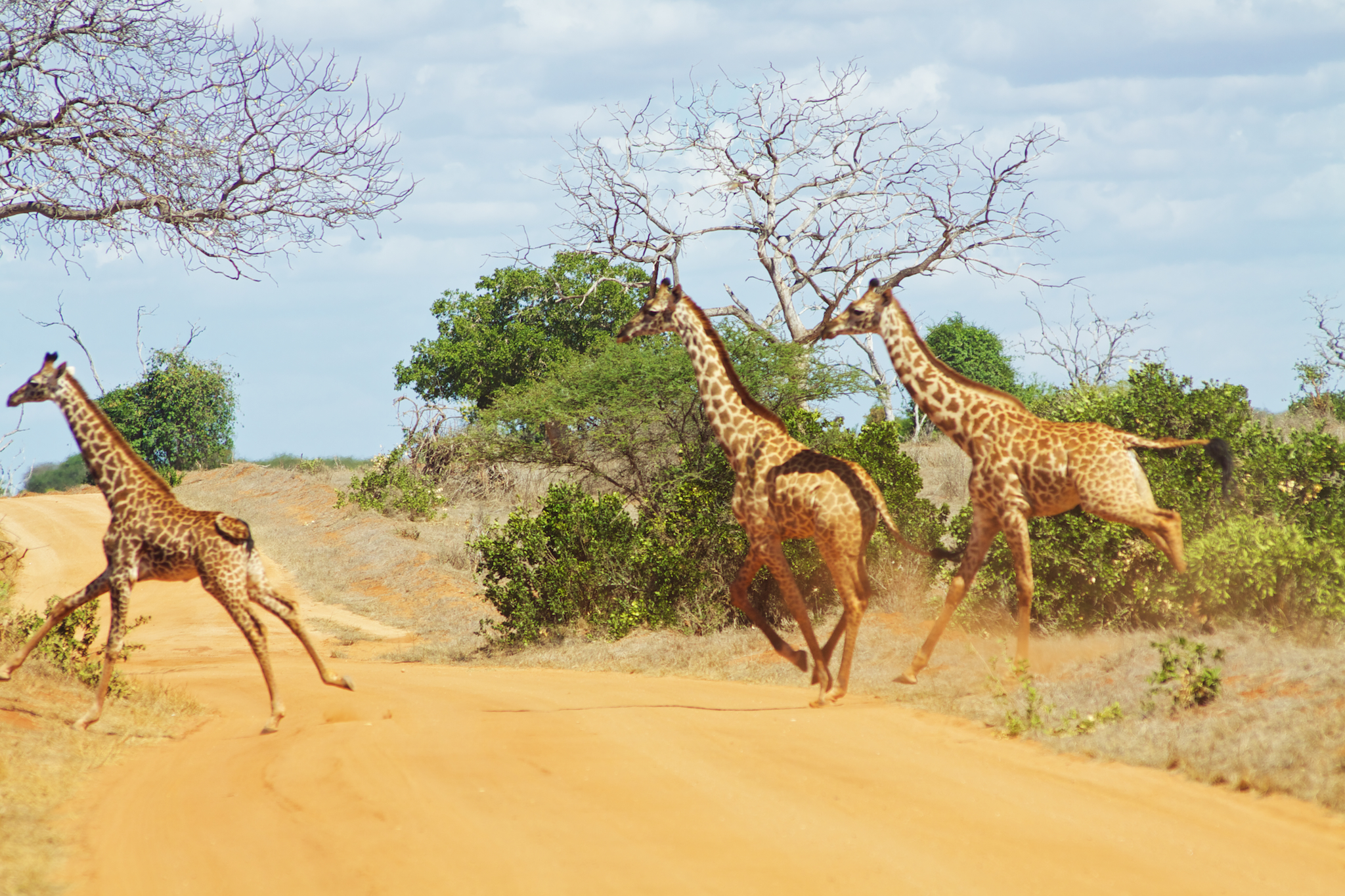
Giraffen
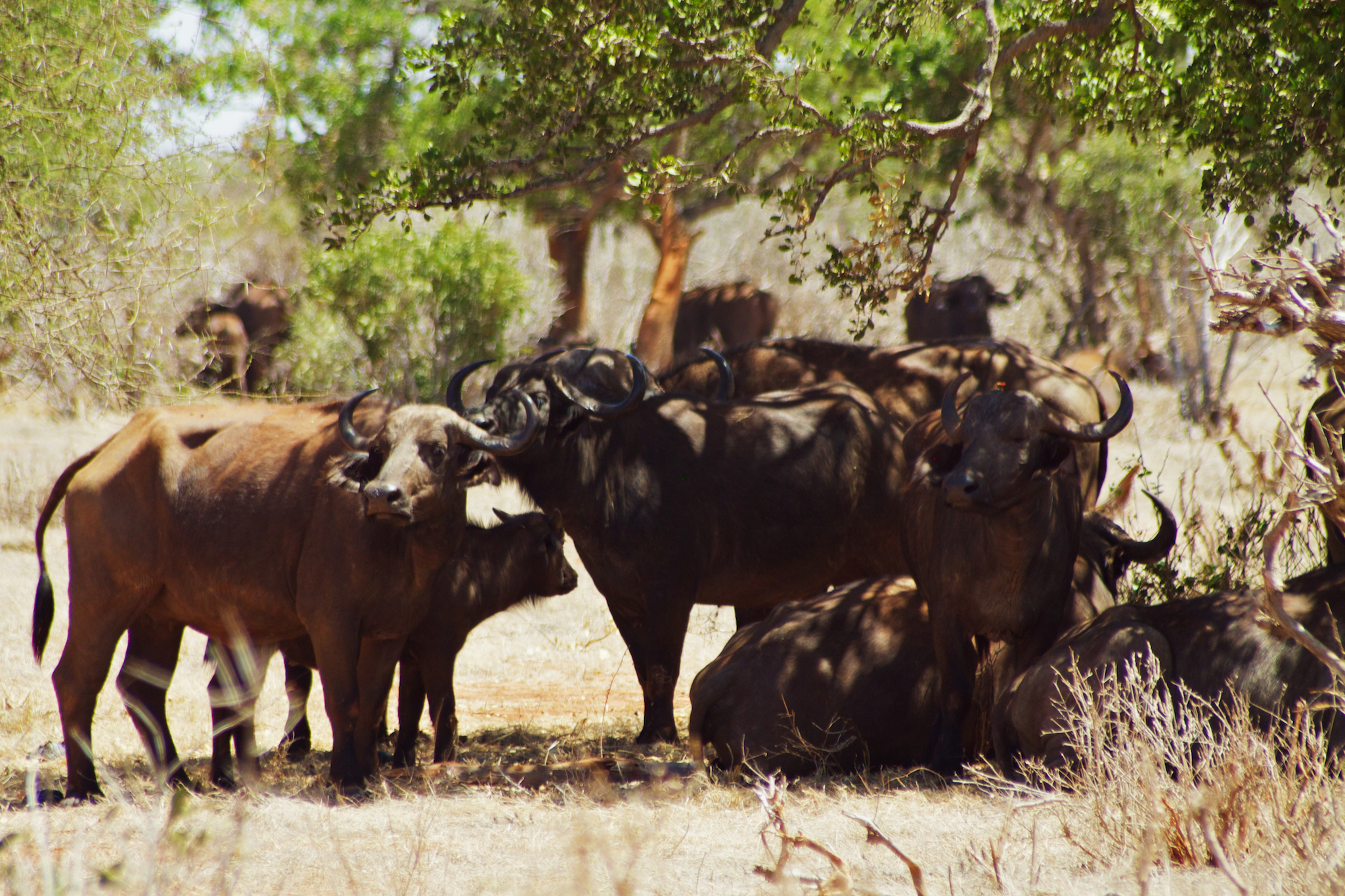
Kaffernbüffel in Tsavo East
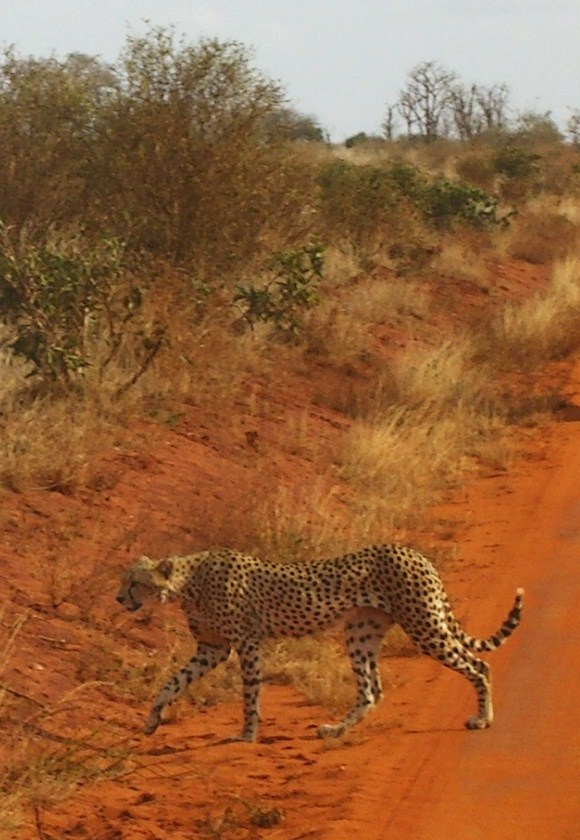
Gepard auf einer Straße im Tsavo-East-Nationalpark
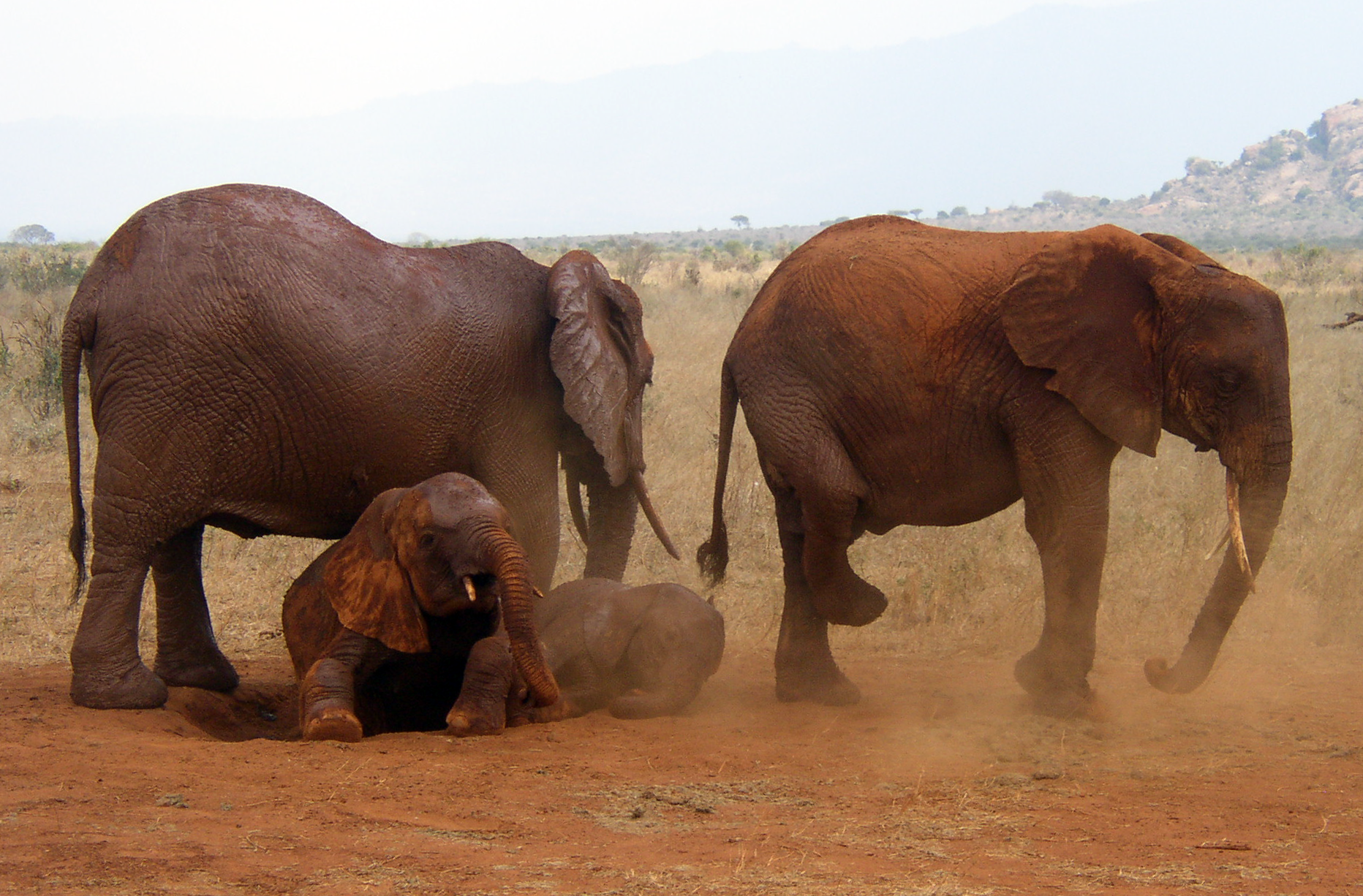
Elefanten beim Staubbad
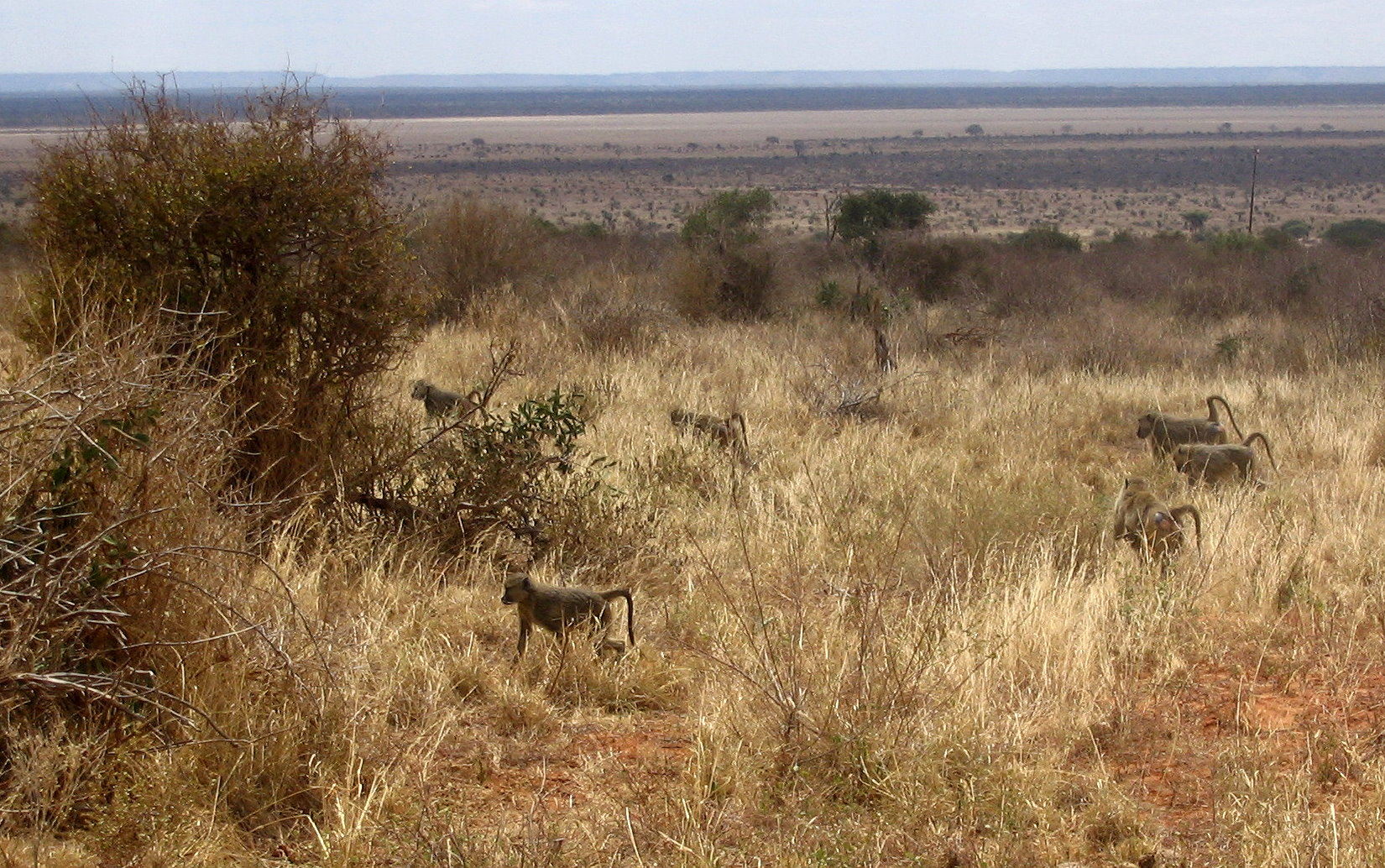
Paviane in der ausgetrockneten Savanne

### Wilderei
In den 1970er Jahren lebten etwa 40.000 Elefanten im Tsavo-East-Nationalpark. Durch einen starken Anstieg der Elfenbeinpreise und mit moderner Ausrüstung organisierter Banden nahm die Wilderei stark zu, insbesondere in den 1980er Jahren wurden jährlich mehrere Tausend Elefanten wegen ihres Elfenbeins getötet. 1989 lebten nur noch knapp 5000 Elefanten im Tsavo-East-Nationalpark, in ganz Kenia waren drei Viertel aller Elefanten gewildert worden. 1989 trat ein weltweites Handelsverbot für Elfenbein in Kraft, die Bestände begannen, sich kontinuierlich zu erholen.
Aktuell nimmt die Zahl der gewilderten Elefanten wieder zu, was auf die teilweise Lockerung von Handelsverboten zurückgeführt wird.
In noch stärkerem Maße wurden im selben Zeitraum Spitzmaulnashörner gewildert. Zwischen 1970 und 1980 wurden 95 % des kenianischen Bestands gewildert, die meisten Tiere im Tsavo-Nationalpark. 1989 waren sie fast ausgerottet. Heute halten sich die Spitzmaulnashörner des Tsavo-East-Nationalparks vor allem in den für Besucher gesperrten Bereichen nördlich des Galana River auf.
Seit dem Jahr 2002 ist ein sprunghafter Anstieg der Wilderei mit Fallen zu verzeichnen. Aus diesem Grund patrouilliert der Kenya Wildlife Service (KWS) verstärkt an den Parkgrenzen, unterstützt wird die staatliche Organisation hierbei durch ein so genanntes „desnaring“ Team welches vom David Sheldrick Wildlife Trust aufgestellt wurde. David Sheldrick war der erste Chefwildhüter im Tsavo-East-Nationalpark und maßgeblich am Aufbau des Parks beteiligt.
Neben dem Aufspüren von Schlingen und Festnehmen von Wilderern bemühen sich sowohl der KWS als auch das „desnaring“ Team um Aufklärung der lokalen Bevölkerung.
Anders als viele andere Wildschutzgebiete gilt speziell der Tsavo-East-Nationalpark als eine für Menschen lebensfeindliche Umgebung und bietet somit eigentlich beste Voraussetzungen für ein großes Rückzugsgebiet für Tiere. Dies ist auch einer der Hauptgründe, warum der Tsavo zu einem der größten Nationalparks Ostafrikas wurde.